# Делгер
Делгер (монг. Дэлгэр) – сомон аймаку Говь-Алтай, Монголія. Територія 6,625 тис км кВ, населення 4,5 тис. Центр – селище Тайган знаходиться на відстані 88 км від міста Алтай та 900 км від Улан-Батора. Є школа, лікарня, торговельно-культурні центри.

## Рельєф
Гора Серх (3054 м).найнижча точка – долина озера Тайга (1751 м). Річка Завхан, озера Улаан Ямаат, Баянсант, Холбоо

## Клімат
Різкоконтинентальний клімат. Середня температура січня -21 градусів, липня +14 градусів. Протягом року в середньому випадає 140 мм опадів.

## Тваринний світ
Водяться вовки, лисиці, корсаки, сніжні барси